# 尤弗哈
尤弗哈（Yufkha），是花剌子模绿洲的土库曼、乌兹别克及巴什基尔和喀山鞑靼（在这里称之为尤哈）等民族神话中与水有关的恶魔型人物。

## 传说
尤弗哈是毒龙阿日达尔哈（Axhdarkha）修炼多年（鞑靼人认为修炼了100或1000年）之后变成的标致窈窕的妙龄女郎。根据花剌子模绿洲的土库曼和乌兹别克神话，尤弗哈嫁给凡人为妻。她事先要求丈夫必须恪守几个条件，例如，不许窥视她梳头，不许抚摸她的后背，与她交媾后必须全身淋浴等等。但是，一次，丈夫违背了这些条件：他发现妻子背后长着一片片蛇鳞；看见妻子梳发辫时先把头从颈腔上摘下来。违背条件后的丈夫若不杀死尤弗哈，就会被她吃掉。然而，若想杀死她，就必须使她到无水的地方，使她沾不到水，她才不能逃脱。